# Совет Народных Комиссаров Азербайджанской ССР
Совет Народных Комиссаров Азербайджанской ССР (азерб.: Azərbaycan SSR Xalq Komissarları Soveti)  — руководящий орган Азербайджанской Советской Социалистической Республики.

## История
После поражения Добровольческой армии генерала Антона Деникина, XI Красная Армия двинулась в Северный Азербайджан. 27 апреля 1920 года Бакинское бюро Кавказского регионального комитета (Кавказкома) Российской коммунистической партии (большевиков) провело совместное заседание с Коммунистической партией Азербайджана, на котором был сформирован Азербайджанский революционный комитет (Азревком), который также именовался Азербайджанским Советом Народных Комиссаров). 28 апреля власть была передана Азревкому.
28 апреля 1920 года утверждён состав Совета Народных Комиссаров Азербайджанской ССР. Председателем Азсовнаркома назначен Нариман Нариманов. 
Ответственными за руководство являлись Сергей Киров и Григорий Орджоникидзе.
Все декреты Совета Народных Комиссаров публиковались в газете «Коммунист».
28 марта 1946 года Совет Народных Комиссаров был преобразован в Совет министров Азербайджанской ССР. Комиссариаты были преобразованы в министерства.

## Состав

### Первоначальный состав

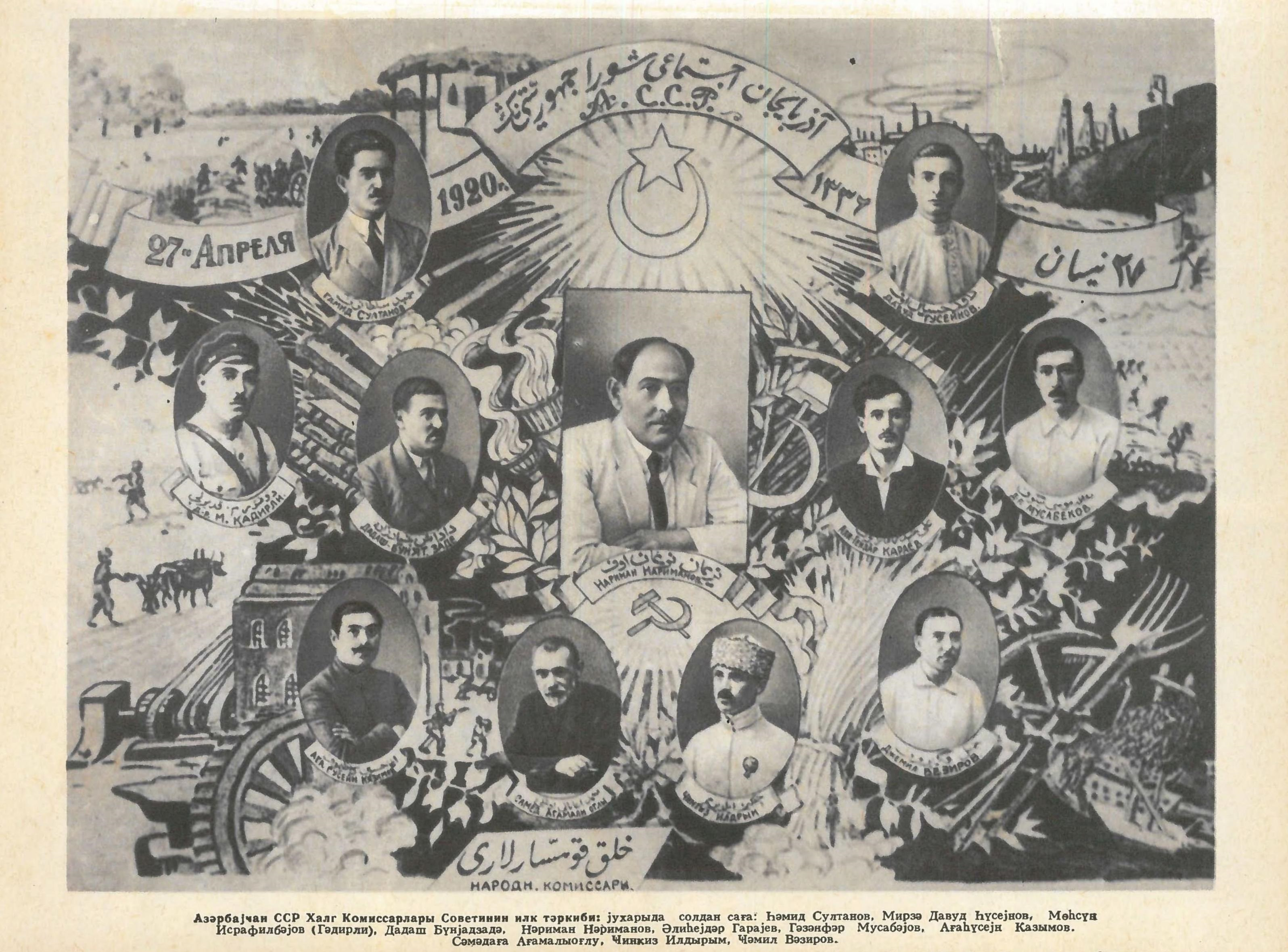
Первоначальный состав Совета Народных Комиссаров Азербайджанской ССР

В первоначальный состав Совета Народных Комиссаров Азербайджанской ССР входили:
| Наименование                                                               | Комиссар             |
| -------------------------------------------------------------------------- | -------------------- |
| Народный Комиссариат иностранных дел                                       | Нариман Нариманов    |
| Народный Комиссариат военно-морских дел                                    | Чингиз Ильдырым      |
| Народный Комиссариат внутренних дел                                        | Гамид Султанов       |
| Народный Комиссариат труда и юстиции                                       | Алигейдар Гараев     |
| Народный Комиссариат земледелия, торговли, промышленности и продовольствия | Газанфар Мусабеков   |
| Народный Комиссариат финансов                                              | Мирза Давуд Гусейнов |
| Народный Комиссариат просвещения и государственного контроля               | Дадаш Буньядзаде     |
| Народный Комиссариат почт, телеграфов и путей сообщения                    | Джамиль бек Везиров  |
| Народный Комиссариат здравоохранения и призрения                           | Абид Алимов          |

Позже были выделены в отдельные комиссариаты Народный Комиссариат земледелия, Народный комиссариат продовольствия, Народный комиссариат труда, Народный комиссариат юстиции.
Созданы Азербайджанский Совет народного хозяйства, Народный комиссариат рабоче-крестьянской инспекции, Народный комиссариат социального обеспечения.  
10 сентября 1920 года образован Народный Комиссариат по внешней торговле. Комиссаром внешней торговли назначен Теймур Алиев. 
Высшим контрольным органом являлась Рабоче-крестьянская инспекция. Инспекция имела право проверки деятельности всех государственных учреждений, предприятий, организаций на соответствие законодательству. 
Конституцией Азербайджанской ССР 1921 года учреждён Нефтяной комиссариат.
Конституцией Азербайджанской ССР 1927 года учреждено Азербайджанское Центральное Статистическое Управление как отдельный комиссариат.
В 1922 году Народный Комиссариат иностранных дел был упразднён. 8 марта 1944 года Комиссариат был воссоздан.
С 1 мая 1920 года Народным Комиссаром земледелия назначен Самед ага Агамалыоглу. 28 ноября 1928 года Народным комиссаром здравоохранения назначен Мовсум Кадырли. Занимал эту должность до 21 января 1935 года.

### 1938 - 1946
22 июля 1938 года Верховным Советом Азербайджанской ССР утверждён Совет Народных комиссаров в следующем составе:
Председатель — Теймур Кулиев
Заместители Председателя — Борщов Тимофей Михайлович, Аллахвердиев Наджаф Кули Ахмед оглы.
| Наименование                                 | Комиссар                              |
| -------------------------------------------- | ------------------------------------- |
| Народный Комиссариат пищевой промышленности  | Адамян Петрос Кеворкович              |
| Народный Комиссариат лёгкой промышленности   | Шахвердиев Гаджиага Ибрагимхалил оглы |
| Народный Комиссариат лесной промышленности   | Алиев Алекпер Аллахверди оглы         |
| Народный Комиссариат земледелия              | Ахмед Алиев                           |
| Народный Комиссариат финансов                | Самедов Мирабуталыб Миркерим оглы     |
| Народный Комиссариат торговли                | Азизага Азизбеков                     |
| Народный Комиссариат юстиции                 | Рагимов Гаджи Мамедович               |
| Народный Комиссариат здравоохранения         | Кюбра Фараджева                       |
| Народный Комиссариат местной промышленности  | Салим Гасымов                         |
| Народный Комиссариат просвещения             | Мирза Мамедов                         |
| Народный Комиссариат коммунального хозяйства | Ибрагимов Гусейн Мамед оглы           |
| Народный Комиссариат социального обеспечения | Бабазаде Лейла Аббасали гызы          |

Председатель Государственной плановой комиссии — Ислам Ислам-заде.
Уполномоченный Народного Комиссариата Заготовок СССР по Азербайджанской ССР — Багиров Гамбар Багир оглы.
Уполномоченный Народного Комиссариата связи СССР по Азербайджанской СССР — Брагинский Лазарь Ефимович. До него уполномоченным являлся Родионов.
Уполномоченный Народного Комиссариата Внешней торговли СССР по Азербайджанской СССР — Авакян Аршавир Аветисович.
Начальник Управления по делам искусств — Мирза Ибрагимов.

## Председатели
| № | ФИО                | Портрет | Срок полномочий                   |
| - | ------------------ | ------- | --------------------------------- |
| 1 | Нариман Нариманов  |         | 28 апреля 1920 - 7 мая 1922       |
| 2 | Газанфар Мусабеков |         | 7 мая 1922 - 14 марта 1930        |
| 3 | Дадаш Буниатзаде   |         | 14 марта 1930 - 23 октября 1932   |
| 4 | Мир Джафар Багиров |         | 23 октября 1932 - 12 декабря 1933 |
| 5 | Гусейн Рахманов    |         | 12 декабря 1933 - 22 августа 1937 |
| 6 | Теймур Кулиев      |         | 13 ноября 1937 - 28 марта 1946    |

## Деятельность
8 октября 1923 года приказом Совета Народных Комиссаров Азербайджанской ССР все действовавшие в Азербайджане дипломатические представительства зарубежных государств были ликвидированы кроме дипломатических представительств Турции и Ирана.

## Интересные факты
- В 1921 году Совет народных комиссаров расположился в здании Особняка де Бура[17]